# Monastîrceanî, Bohorodceanî
Monastîrceanî (în ucraineană Монастирчани) este o comună în raionul Bohorodceanî, regiunea Ivano-Frankivsk, Ucraina, formată numai din satul de reședință.

## Demografie
Componența lingvistică a comunei Monastîrceanî
     Ucraineană (99,74%)
     Alte limbi (0,25%)
Conform recensământului din 2001, majoritatea populației comunei Monastîrceanî era vorbitoare de ucraineană (99,74%), existând în minoritate și vorbitori de alte limbi.